# Замок Кровлі
Замок Кровлі (англ. Crowley Castle) — один із замків Ірландії, розташований у графстві Корк, у західній частині графства, у землях Кіллшеллоу. Назва земель Кіллшеллоу походить від назв Койлл т-Шелваг (ірл. Coill tSealbhaig) та О'Шелліс Вуд (англ. O'Shellys Wood) — ліс клану О'Шеллі. Клан О'Кровлі володів цими землями як мінімум з ХІІІ століття. У XVI столітті ці землі і замок були у володіння клану Мак Карті Ре. Цей клан мав цей замок в якості своєї опорної твердині і замок називався в ті часи замок О'Кровлі Агакіра. Назва походить від ірландського Ах ан Кіре (ірл. Ath an Cire) — «Брід Півня». Ця назва виникла завдяки скелі химерної форми, що стоїть біля потоку поблизу замку.

## Історія замку Кровлі
До того, як був споруджений нинішній замок Кровлі у XVI столітті на цьому місці стояли більш давні замки. Назва О'Кровлі асоціюється з назвами деяких місцевих кланів та земель, таких як Куррагкровлі в землях Баллімуні та Кагір Кіннаг — клану, що був відомий в 1600 році як Кагір О'Круадлайх (ірл. — Cahir O'Chruadhlaoich). Можливо, це були воїни найманці, які охороняли замки під час нескінченних війн між кланами. Протягом століть ці землі та замок неодноразово змінювали своїх господарів в результаті війн. Коли був збудований найдавніший замок Кровлі чи О'Кровлі — невідомо. Так чи інакше, в 1500—1580 роках замок був резиденцією вождів клану О'Кровлі.
Є версія, що найперший замок Кровлі був побудований десь біля 1500 року. У ті часи ці землі контролював ірландський клан Мак Карті. Цьому панівному клану, що претендував на корону, і вожді якого називали себе королями, були підпорядковані, інші менші і слабші клани. У 1547 році клан О'Кровлі міг виставити 60 вершників і стільки ж багнетів. Це дозволило їм володіти власним замком. Невідомо, коли цей замок був зруйнований. Історик О'Мурхада вважає, що замок був зруйнований під час так званих «єлизаветинських війн» в Ірландії, зокрема під час Дев'ятирічної війни в Ірландії. Відомо, що в 1601 році після битви під Кнсейлом, англійські війська «спалили землі О'Кровлі». Відповідь на питання, коли був збудований замок Кровлі, коли він перебудовувався і коли був зруйнований, можуть дати тільки археологічні розкопки. Після 1601 року цей замок називали Кеннаг або Каблах О'Круадлайх (ірл. — Cabhlach O'Chruadhlaoich) — зруйнований замок клану О'Кровлі. у цих землях біля 1600 років відбулися сутички між кланом О'Лірі Мускеррі з одного боку та кланами Мак Карті Ре та О'Кровлі з іншого боку. Причиною конфлікту було рейдерство клану О'Лірі — викрадення худоби, що належала клану Мак Карті Ре. Тоді в результаті сутичок клан О'Лірі мав великі втрати і був розбитий.
Замок довгий час лежав в руїнах. Але ще в 1880 році стояли південні стіни, що були в тому році знесені і розібрані на будівельні матеріали. У 1924 році руїни замку Кровлі відвідали знавці старовини. Вони написали. що збереглися частково північна стіни і частина західної та східної стіни. Але ці руїни заросли ірландським плющем.